# Freddy Albortas Foto des toten Che Guevara
Das vom bolivianischen Fotografen Freddy Alborta aufgenommene Foto des toten Che Guevara entstand am 9. Oktober 1967 im Waschhaus eines Hospitals in Vallegrande. Dorthin hatten bolivianische Soldaten den Revolutionär gebracht, nachdem sie ihn gefangen genommen und in einem Schulhaus in La Higuera erschossen hatten. Von den aufgenommenen Fotos gilt die Schwarzweißfotografie Albortas als die bekannteste und wird auch zu den bekanntesten Fotografien von Guevara überhaupt gezählt. Sie zeigt Offiziere, Soldaten und Zivilisten, die sich um Guevaras Leichnam platziert haben. Das Foto wurde von Kunstkritikern und -historikern analysiert und von Künstlern in Werken aufgegriffen.

## Entstehung
Der argentinische Arzt Ernesto „Che“ Guevara nahm als Comandante der Rebellenarmee an der Kubanischen Revolution teil. Nach deren Sieg über Diktator Fulgencio Batista zu Beginn des Jahres 1959 war er zeitweilig Industrieminister sowie Leiter der Nationalbank Kubas. Im April 1965 verließ er Kuba, um sich in anderen Teilen der Welt an Revolutionen zu beteiligen. Eine erste Mission im Kongo scheiterte bereits im November desselben Jahres.
Ein Jahr später, im November 1966, flog Guevara nach Bolivien, wo er die überwiegend aus Bolivianern und Kubanern bestehende Rebellenarmee Ejército de Liberación Nacional gründete. Doch auch dieser Versuch einer Revolution scheiterte innerhalb eines Jahres. Am 8. Oktober 1967 kam es in der Schlucht Quebrada del Churo zu einem Gefecht mit einer Kompanie Ranger der bolivianischen Armee unter Führung des Oberst Gary Prado Salmón. In ihm starben vier Guerrilleros, der Bolivianer Aniceto Reinaga Gordillo sowie die Kubaner René Martínez Tamayo, Alberto Fernández Montes de Oca und Orlando Pantoja Tamayo. Auf Seiten der Armee fielen drei Soldaten. Che Guevara wurde an der Wade verwundet. Gemeinsam mit dem Bolivianer Simeón Cuba Sanabria wurde er daraufhin von den Soldaten gefangen genommen und ins Schulhaus des nahe gelegenen Ortes La Higuera gebracht. Dort verhörten ihn die bolivianischen Offiziere Gary Prado Salmón, Andrés Selich Chop und Miguel Ayoroa sowie der CIA-Agent Felix Rodriguez. Vom Oberkommando in La Paz kam am 9. Oktober der Befehl, Guevara zu eliminieren. Er wurde daraufhin vom Feldwebel Mario Terán erschossen. Zuvor hatte die Armee bereits Simeón Cuba Sanabria sowie den Peruaner Juan Pablo Chang Navarro hingerichtet. Von den übrigen zehn Kämpfern Guevaras gelang fünf die Flucht nach Chile, wo ihnen die Partido Comunista und die Partido Socialista Schutz gewährten. Die anderen wurden in Bolivien getötet.

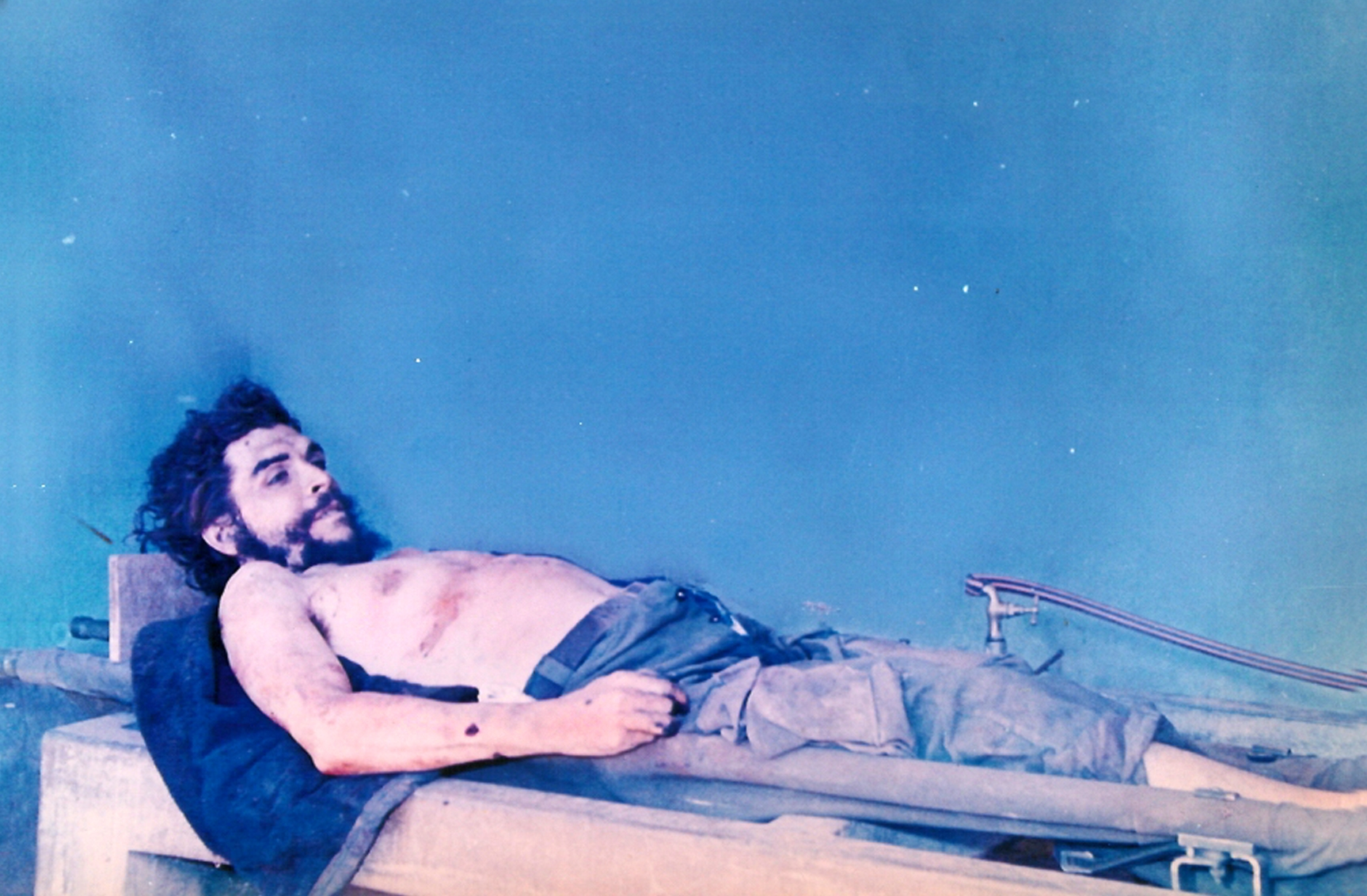
Der aufgebahrte Leichnam Che Guevaras. Foto eines CIA-Agenten

Noch am Tag seines Todes wurde der Leichnam Ches auf eine Bahre gelegt, die man an den Kufen eines Helikopters befestigte, damit nach Vallegrande flog und sie dort ins Waschhaus hinter dem Hospital Nuestro Señor de Malta brachte. Hier wurde der Leichnam gewaschen und dabei die Hinweise auf den tödlichen Schuss aus kurzer Distanz entfernt, die der Bekanntgabe des Militärs widersprochen hätte, Guevara sei an seinen Kampfwunden gestorben. Zudem wurden für eine leichtere Identifizierung der Bart und das Haar gestutzt und ein Arzt injizierte Formaldehyd, um die Verwesung hinauszuzögern. So wurde der Leichnam den mehr als 20 Journalisten und Fotografen präsentiert, die das bolivianische Militär eingeflogen hatte. Zu ihnen gehörte Freddy Alborta, ein junger freiberuflicher Fotograf. Er nahm mehrere Fotos des Leichnams auf. Dabei fotografierte er nach eigener Aussage nicht allein für die Presse, sondern achtete auf Aufnahmewinkel und die Komposition, um kunstvolle Fotografien zu produzieren. Auf einigen Aufnahmen sind die Leichen zweier Kameraden Guevaras zu sehen, die auf dem Boden vor dem aufgebahrten Guevara lagen. Sie wurden nicht gewaschen, sodass auf ihrer Kleidung und ihren Körpern große Blutflecken zu sehen sind.
Der Vorschlag des Generals Alfredo Ovando Candía, Guevara enthaupten zu lassen, um den Kopf als Beweis aufzubewahren, wurde verworfen. Stattdessen fertigte man zwei Totenmasken an und schnitt ihm die Hände ab, die in Formaldehyd aufgehoben wurden. Danach verscharrte man ihn wie seine sechs Kampfgefährten in einem geheimen Grab.

## Beschreibung
Das Foto zeigt die aufgebahrte Leiche von Che Guevara. Sie liegt auf einer Krankentrage, die auf eine Betonwanne gelegt wurde. Guevara trägt eine Hose, sein Oberkörper, sowie seine Unterschenkel und Füße sind nackt. Sein Kopf wurde leicht erhöht platziert, sodass seine offenen Augen in Richtung des Betrachters zu blicken scheinen. Hinter Guevara stehen mehrere Männer. Ein bolivianischer Offizier hat eine Hand auf Guevaras Kopf gelegt, ein anderer zeigt mit dem Finger auf Guevaras Oberkörper. Zwischen den beiden stehen drei Zivilisten. Links sind zwei Soldaten zu sehen, von denen einer erkennbar ein Gewehr trägt. Am linken Rand des Bildes sind Teile eines Mannes zu sehen, der die Szene fotografiert. Zwischen dem Fotografen und der Betonwanne sieht man auf dem Boden den Teil eines Armes einer Person. Er gehört wahrscheinlich einem der sechs getöteten Mitkämpfer Guevaras. Die genaue Identität ist nicht geklärt. Bei dem Offizier, der mit dem Finger auf Guevaras Leichnam zeigt, soll es sich laut dem Fotografen Freddy Alborta um den Luftwaffenoberst René Adriazola handeln, der nichts mit dem Tod Che Guevaras zu tun hatte.

## Analyse
Bereits kurz nach dem Tod Che Guevaras veröffentlichte der britische Kunstkritiker John Berger einen Essay, in dem er sich mit Fotos des toten Revolutionärs auseinandersetzt. Es existieren zwei fast identische Versionen. In einer widmet Berger sich Albortas berühmtem Foto, in einer anderen analysiert er ein Foto, das neben der Leiche Guevaras nur drei weitere Personen zeigt, darunter einen Offizier, der sich ein Taschentuch vor die Nase hält. Beiden Essays gemein ist, dass Berger das jeweilige Foto mit zwei Gemälden vergleicht, zum einen Rembrandt van Rijns Barockgemälde Die Anatomie des Dr. Tulp, zum anderen die Beweinung Christi des italienischen Renaissancemalers Andrea Mantegna.
Rembrandts Gemälde zeigt eine Anatomie-Vorführung des Arztes Nicolaes Tulp an einer Leiche, an der sieben Zuschauer teilnehmen. Damit ist die Anzahl der abgebildeten Personen im Gemälde und Albortas Fotografie identisch. Auch in der Anordnung der Personen im Verhältnis zum Leichnam ähneln sich Gemälde und Fotografie aus Bergers Sicht stark. Die Position des Arztes habe in Albortas Fotografie der Offizier rechts eingenommen. Die Personen links von ihm starrten genauso intensiv, aber unpersönlich auf die Leiche, wie dies die Zuschauer Tulps tun würden. Hier irrt Berger jedoch, denn in Rembrandts Gemälde blickt keiner der Anwesenden auf den Leichnam.
Mantegnas Gemälde zeigt den toten Jesus Christus. Der Blickwinkel auf den Leichnam sowie die Positionierung dessen Hände und Kopfes gleiche Guevaras Leichnam in Albortas Foto. Das Tuch, das den Unterkörper Jesu bedeckt, werfe ähnliche Falten wie die Hose Guevaras. Im Unterschied zu Guevara sind die Augen Jesu verschlossen. Auch die bei Mantegna links zu sehenden trauernden Menschen fehlen in Albortas Fotografie.
Später wurde ein anderes Foto des toten Che Guevara mit dem Gemälde Der Leichnam Christi im Grabe des deutschen Malers Hans Holbein der Jüngere verglichen. Ähnlichkeiten des Leichnams mit Jesus sollen bereits die Nonnen festgestellt haben, die ihn gewaschen hatten. Auch für Freddy Alborta wirkte er aufgrund der offenen Augen wie Christus. Äußere Ähnlichkeiten sowie Gemeinsamkeiten der Lebensgeschichten Che Guevaras und Jesu Christi entwickelten sich später zu einem wichtigen Teil der Rezeption Guevaras, denen der britische Kunsthistoriker David Kunzle sogar ein ganzes Buch widmete. Sie wurden nicht nur in Kunst und Literatur aufgegriffen, sondern auch von christlichen Gruppierungen verwendet. So veröffentlichte das britische Churches Advertising Network, das sich selbst als „unabhängige ökumenische Gruppe von christlichen Kommunikatoren“ bezeichnet, 1999 das Werbeplakat Meek. Mild. As If., auf dem ein Porträt von Jesus zu sehen ist, das stark an das bekannte, auf dem Foto Guerrillero Heroico basierende Zweiton-Porträt Guevaras erinnert. Die Aktion, zu der zahlreiche Presseberichte erschienen, rief negative Reaktionen der britischen Kirchen hervor.

## Rezeption
Die Fotos des toten Che Guevara, vor allem das bekannte Foto Albortas, erfuhren eine umfangreiche künstlerische Rezeption. So malte der in Kanada geborene, mexikanische Künstler Arnold Belkin zwischen 1972 und 1975 eine Serie von vier Acrylgemälden, die Albortas Foto mit Rembrandts Gemälde Die Anatomie des Dr. Tulp verbinden. In Die Anatomiestunde ist der Großteil von Rembrandts Gemälde unverändert, nur die Leiche wurde durch eine Ansammlung von wie Roboter-Bauteile aussehenden geometrischen Körpern ersetzt, die zusammen entfernt an einen menschlichen Körper erinnern. In Anatomiestunde II, untertitelt mit Tableau manifeste, Hommage an Che Guevara, Pablo Neruda, Salvador Allende wurde Tulp in eine roboterähnliche Form verwandelt. Die beiden links zu sehenden Männer in Rembrandts Gemälde wurden durch bedrohlich wirkende Formen ersetzt, die an behelmte Militärroboter erinnern. Auf dem Seziertisch liegt nun der Leichnam Che Guevaras. In Anatomiestunde III ist fast alles in der Szene robotisiert, nur Guevaras Kopf ist noch menschlich, aber ausgeblichen. Seine Arme und Beine fehlen und sein Leib wurde ausgenommen. Im vierten Gemälde Anatomiestunde IV sind die Rollen vertauscht. Die Rolle Tulps hat nun Che Guevara eingenommen, als Zuschauer sind fünf seiner Mitkämpfer mit Gewehren im Anschlag zu sehen. Der Leichnam besteht aus zerfallen wirkenden, roboterähnlichen Formen. Die Gemälde befinden sich in vier privaten Sammlungen und wurden nur ein einziges Mal im Jahr 1975 gemeinsam in der Ausstellung Muertes Históricas (deutsch „Historische Tode“) präsentiert. Während der Autor Michael Casey in den Gemälden einen „sequentiellen Kommentar zur Natur des Bösen und der Wahrheit in einer entmenschlichten, wissenschaftsorientierten Gesellschaft“ sieht, liefern die Gemälde für David Kunzle der Reihe nach betrachtet, „eine Lektion über die Revolution, ihre Feinde, ihre Niederlagen und – vielleicht – ihren Sieg“.
Auch der argentinische Künstler Carlos Alonso widmete sich in mehreren Gemälden der Verschmelzung von Albortas Fotografie mit Rembrandts Anatomie des Dr. Tulp. Der Künstler betont, dass er John Bergers Essay nicht kannte. Unter den Werken ist ein Acrylgemälde von 1970, auf dem neben Tulp und seinen Zuschauern auch ein moderner Chirurg mit einem riesigen Messer zu sehen ist. In das Bild sind comicartige Sprechblasen integriert. Ein Zuschauer Tulps fragt auf Spanisch „De que murio?“ („Woran ist er gestorben?“), worauf Tulp auf Niederländisch antwortet „Vermoord door CIA“ („Ermordet von der CIA“). Eine Zeichnung Alonsos zeigt mehrere lachende Militärs hinter dem Leichnam Guevaras. Sie trägt den Titel Die Verspottung Ches, ein Verweis auf die biblische Verspottung Christi.
Auch die US-amerikanische Künstlerin Ruth Weisberg widmete sich in vier Werken dem toten Che Guevara. Ihr Hauptwerk Deposition zeigt Albortas Fotografie. Die Wanne ist so hervorgehoben, dass sie wie ein Grab wirkt, in das Che Guevara gelegt wird. Umgeben ist sie von einem tiefen Schwarz, aus dem nur die Oberkörper der hinter Guevara stehenden Männer herausragen. Guevaras Kopf und seine linke Seite umschließt ein Licht, der wie ein Heiligenschein wirkt. Weisberg ergänzte außerdem ein perspektivisches Netz aus roten Linien, das wie Boden und Decke des Raums wirkt.
Fotos des toten Che inspirierten weitere Künstler. So kombinierte 1993 der italienische Künstler Paolo Gasparini mehrere von ihnen mit Fotos des täglichen Lebens in Lateinamerika zu dem Fotowandbild The Body of Che. Der Kupferstich Unterdrückte Toleranz des schwedischen Grafikers Lars Hillersberg zeigt Ches toten Körper, auf dem Markierungen angebracht wurden, die der typischen Darstellung der verschiedenen Teilstücke des Rind- und Schweinefleischs nachempfunden sind. Auf ihnen stehen Begriffe wie „Die Wahrheit über Che“ und „Ich war Ches Masseur“. Neben Che steht ein Verkäufer mit einem Fleischerbeil in der Hand, im Hintergrund ist ein Kruzifix zu sehen. David Kunzle sieht in diesem Werk einen „sardonistische[n] Kommentar […] über die kommerzielle Ausbeutung (und Verchristlichung) Ches“. Dessen Gegenstück findet sich aus Kunzles Sicht in einem Werk Gavin Turks, der eine Wachsfigur von sich selbst als toter Che Guevara auf der Bahre und dem Waschtrog erstellte, für Kunzle ein „ungewöhnliches, womöglich einzigartiges Beispiel von Narzissmus“.
Auch filmisch wurden Albortas und andere Fotografien des toten Che Guevara verarbeitet. Der 16-mm-Film El Día Que Me Quieras (deutsch „Der Tag an dem du mich lieben wirst“, benannt nach einem bekannten Tango und Liebeslied von Carlos Gardel) des argentinischen Künstlers Leandro Katz aus dem Jahr 1998 widmet sich der Geschichte der Fotografie und Albortas selbst und beinhaltet neben einem Interview mit dem Fotografen Filmaufnahmen, die von der Leiche Guevaras gemacht wurden, sowie aktuelle Aufnahmen aus Vallegrande. Im Spielfilm Under Fire von Roger Spottiswoode aus dem Jahr 1983 wird der Protagonist, ein US-Fotograf, von sandinistischen Rebellen in Nicaragua gebeten, ein Foto von ihrem kurz zuvor gefallenen Anführer zu machen, auf dem er lebendig wirkt, um damit die USA von weiteren Waffenlieferungen an den Diktator Somoza abzubringen und die Revolution am Leben zu halten. Diese Idee eines lebendig wirkenden, getöteten Rebellenführers erinnert David Kunzle stark an Albortas Fotografie.